# Capilla de la Cruz de Rodríguez Moure (San Cristóbal de La Laguna)
La capilla de la Cruz de Rodríguez Moure fue construida por el labrador lagunero Diego Hernández de Villavicencio, que junto con otros vecinos solicitó licencia para construir una capilla en honor de la Santa Cruz para celebrar su festividad. El origen hay que buscarlo en la Cruz de Yedra, situada en una pared en la confluencia de la antiguas calles del Laurel y del Remojo. En 1757 el obispo de Canarias Fray Valentín de Morán otorgó la licencia para su construcción y fue bendecida y dedicada en el año 1758. Don Diego Hernández de Villavicencio dotó a la capilla con el producto de varias tierras para garantizar su mantenimiento. Sin embargo, tras su muerte y la de su esposa, su herederos no se ocuparon del mantenimiento de la capilla y ésta fue cerrada a comienzos del siglo XIX.
No sería hasta el año 1841, bajo la iniciativa del sacerdote Cándido Rodríguez Suárez, el momento en que se reconstruya y reabra la capilla. Debido a la enfermedad de este sacerdote, la capilla sería mantenida por Isidoro Rodríguez Delgado y su esposa Antonia Moure y Saavedra, a quienes sucedió en el mantenimiento de la capilla su hijo, el presbítero José Rodríguez Moure, de quien toma el nombre la capilla y también una calle cercana. Sería él, quien incrementara notablemente el patrimonio artístico de la capilla e hiciera aumentar la devoción de los vecinos a la Santa Cruz.
La capilla está constituida por una única dependencia rectangular, de esquema y dimensiones similares a las otras capillas en honor de la Santa Cruz que hay en la ciudad, con cuatro muros de piedra y adobe, con un techumbre de madera que sostiene el tejado de teja árabe a cuatro aguas. Las paredes del interior de la capilla están cubiertas con tela de seda confeccionada en Santa Cruz de La Palma y procedente del antiguo hospital lagunero de San Sebastián.
La cruz actual, de 1873, fue creada por José Rodríguez Moure y es de madera pintada con terminaciones de plata en sus extremos. La inscripción del INRI también es de plata. Entre las pertenencias de la capilla se encuentra también una imagen de la Divina Pastora, que fue llevada a la capilla en el año 1925, habiendo estado localizada desde 1750 en un altar dedicada a San Nicolás de Tolentino en el antiguo convento de San Agustín. También hay un cuadro de la Adoración de los Pastores, procedente de la casa familiar de los Rodríguez Moure.

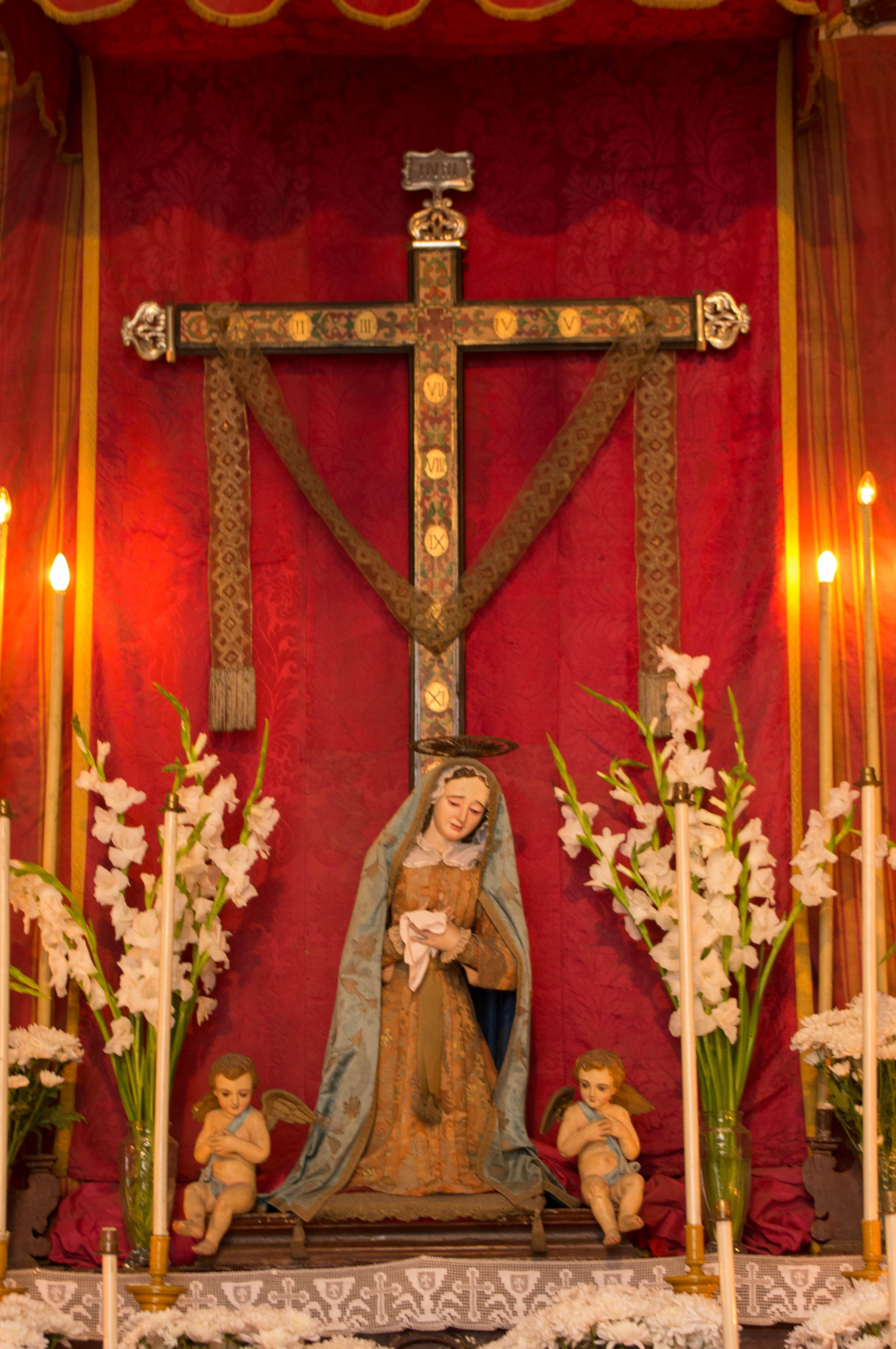
Cruz titular de la capilla.
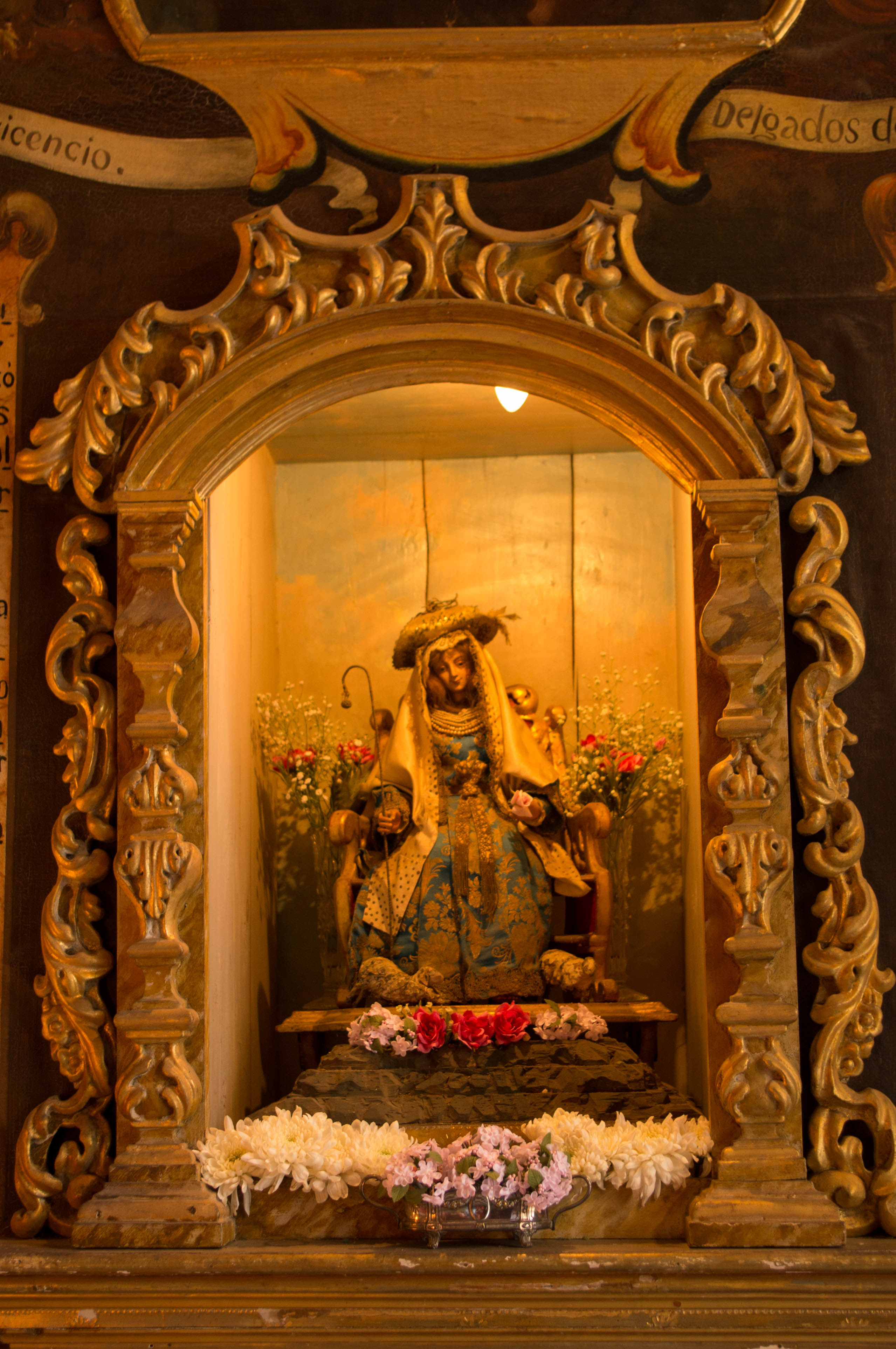
Imagen de la Divina Pastora.
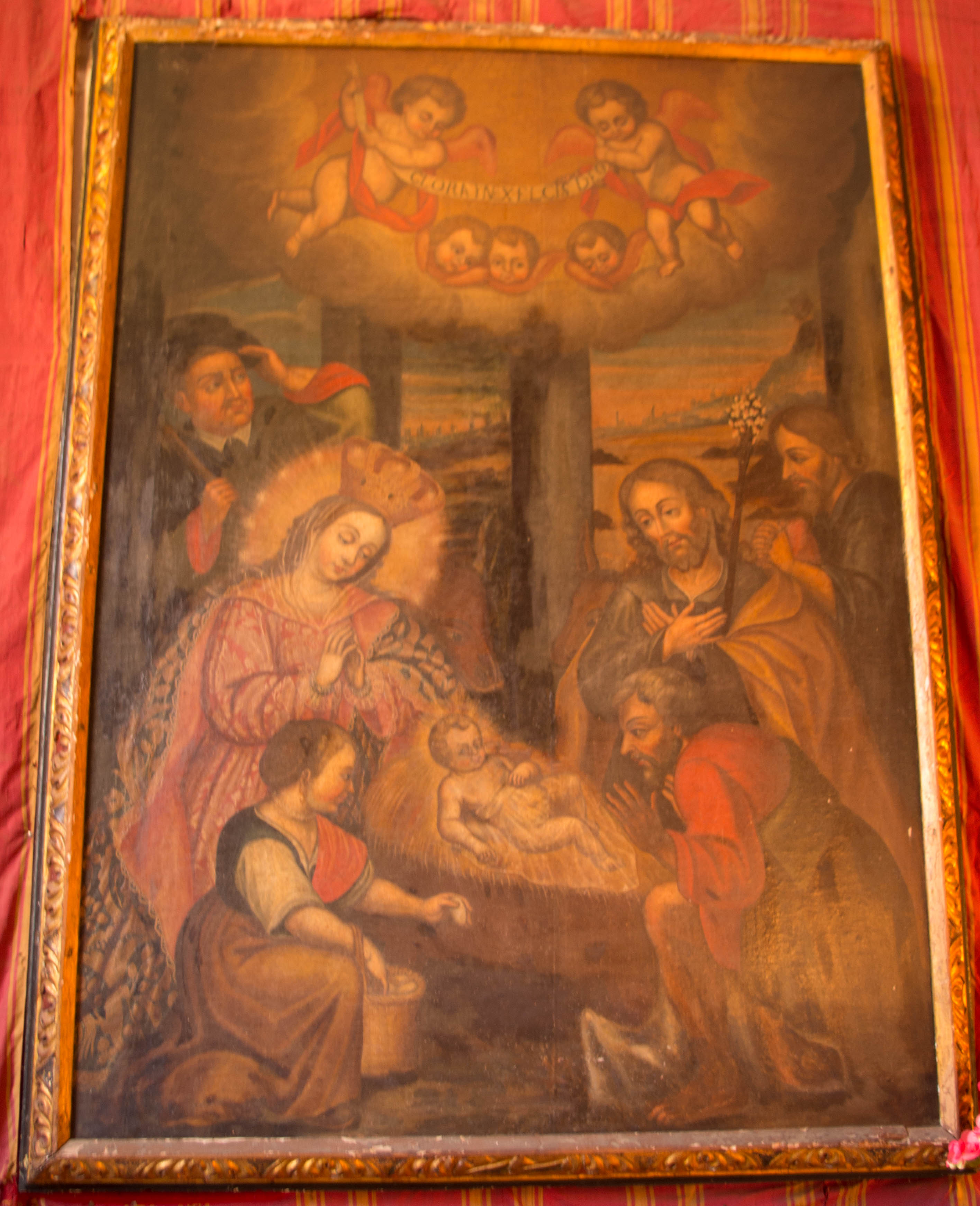
Cuadro de la Adoración de los Pastores.